# Marie Le Harivel de Gonneville
Pour les articles homonymes, voir Le Harivel.
Marie Le Harivel de Gonneville, comtesse de Mirabeau, née à Nancy le 28 avril 1827 et morte à Mondeville le 8 mars 1914, est une femme de lettres française.

## Biographie
Fille d'Aymard Olivier Le Harivel de Gonneville, officier de la Grande Armée, lui-même fils d'un lieutenant de police du roi, originaire de Caen, et d'Antoinette Françoise Sophie Fourier de Bacourt, elle-même sœur du comte de Bacourt, elle épouse le dernier comte de Mirabeau, Joseph-Arundel de Riquetti, petit-neveu du célèbre tribun et ardent légitimiste. Ils ont une fille, Sibylle Gabrielle Riquetti de Mirabeau, plus connue sous le nom de Gyp. Les époux se séparent peu après sa naissance. La comtesse de Mirabeau s'installe chez ses parents à Nancy, dans l'immeuble familial de la place Carrière.
Veuve en 1860, elle retrouve un statut mondain plus favorable que celui de femme séparée et se met à sortir et à recevoir, au grand dam de sa fille. Elle se lance également dans la littérature, publiant de nombreux romans, à vocation essentiellement alimentaire. Le style de ses feuilletons, publiés dans La Vie parisienne et la Revue des deux Mondes, préfigure celui des romans de Gyp.

## Œuvres
Certains de ses ouvrages parurent sous les pseudonymes de Jack Franck et Aymar de Flagy.
- Chut !!! 1860 Texte en ligne
- Histoire de deux héritières, 1864
- Les Jeunes filles pauvres... Le Passé et l'avenir. Le Revenant de Mériadec. Marguerite d'Érigny, 1866
- Veillées normandes, 1867 Texte en ligne
- Hélène de Gardannes, 1868
- Le Baron d'Aché [1], 1869
- Prières et pensées chrétiennes, précédées d'une lettre à l'auteur par Mgr Dupanloup, 1870
- L'Été de la Saint-Martin. Nicole, 1873
- Maréchale Bazaine, 1874 Texte en ligne
- Jane et Germaine, 1875
- Péchés mignons, 1881
- L'Impératrice Wanda, 1884
- Hors du monde, 1885 Texte en ligne
- Le Crime de la rue Marignan, 1889
- Fredaines, 1890 Texte en ligne
- La Reine Nadège, 1895
- Cœur d'or, 1896 (publié sous forme de roman-feuilleton dans le Le Temps du 26 février 1896 au 5 avril 1896)